# Quản trị tri thức
Có nhiều cách hiểu về quản trị tri thức, dưới đây là một số định nghĩa đã được đưa ra:
1. Quản trị tri thức là tạo ra tri thức, và việc này được nối tiếp với việc thể hiện kiến thức, truyền bá và sử dụng kiến thức, và sự duy trì (lưu giữ, bảo tồn) và cải biên kiến thức[1].
2. Quản trị tri thức là quá trình của việc quản lý một cách cẩn trọng tri thức để đáp ứng các nhu cầu hiện hữu, để nhận ra và khai thác những tài sản tri thức hiện có và có thể đạt được và để phát triển những cơ hội mới[2].
3. Quản trị tri thức là hoạt động mà hoạt động này quan tâm tới chiến lược và chiến thuật để quản lý những tài sản mà trọng tâm là con người (human center assets)[3].
4. Quản trị tri thức là quá trình hệ thống của việc nhận dạng, thu nhận và chuyển tải những thông tin và tri thức mà con người có thể sử dụng để sáng tạo, cạnh tranh và hoàn thiện[4].

Trên cơ sở tổng kết các định nghĩa khác nhau về quản trị tri thức, McAdam và McGreedy (1999) đã chỉ ra rằng chúng thể hiện một miền rộng lớn từ những quan điểm có tính cơ giới (coi tri thức là tài sản) tới quan điểm thiên về định hướng xã hội (tri thức được tạo ra trong tổ chức thông qua những quan hệ xã hội). Các định nghĩa về quản trị tri thức thể hiện nổi bật các đặc tính sau: 
- Quản trị tri thức là một lĩnh vực có liên quan chặt chẽ với lý luận và thực tiễn, và là một lĩnh vực mang tính đa ngành đa lĩnh vực.
- Quản trị tri thức không phải là công nghệ thông tin. Công nghệ thông tin chỉ là yếu tố hỗ trợ, nhưng lại đóng vai trò rất quan trọng trong việc quản trị tri thức.
- Quản trị tri thức lấy yêu tố con người làm trọng tâm.

## Nhu cầu dẫn tới quản trị tri thức

### Xuất phát từ nhu cầu nhân sự
Từ khía cạnh nhân sự, những nhu cầu về việc tăng việc trao đổi, chia sẻ và sáng tạo trong các nhóm hoạt động gồm nhiều lĩnh vực khác nhau là một trong những lý do chính dẫn tới việc xây dựng quản trị tri thức. Bên cạnh đó, nhu cầu tăng khả năng xử lý của nhân viên trong các tình huống phức tạp và lưu giữ những tri thức khi các nhóm làm việc tan rã hay tái lập cũng khiến việc xây dựng hệ thống QTTT trở nên cần thiết.
Thứ nhất, nhu cầu về việc đẩy mạnh trao đổi, chia sẻ và sáng tạo trong các nhóm hoạt động ngày càng lớn hơn. Lý do là vì các công ty đang có xu hướng kết hợp với nhau để tăng khả năng cạnh tranh. Do đó, nhân viên trong các công ty khác nhau thường xuyên phải làm việc với nhau. Hơn nữa, để phát triển một sản phẩm đòi hỏi phải có sự kết hợp của nhiều lĩnh vực khác nhau (thiết kế, kĩ thuật, marketing, v.v.). Nói cách khác, thành viên của một nhóm làm việc phải từ các bộ phận khác nhau, mà họ thường chỉ biết rõ về lĩnh vực chuyên môn của mình mà thiếu những hiểu biết cần thiết về các lĩnh vực khác. Sự khác biệt về văn hóa cũng có thể gây khó khăn trong quá trình làm việc nhóm. Vì vậy, việc tăng khả năng và hiệu quả làm việc nhóm, mà điển hình là việc chia sẻ và trao đổi, của các thành viên trong nhóm là vô cùng cần thiết. Quản trị tri thức có thể trở thành lời giải tối ưu cho bài toán này, bởi vì nó thúc đẩy thảo luận và chia sẻ tri thức trong nhóm và tổ chức.
Lý do thứ hai là về việc các nhóm làm việc được thành lập và giải tán. Hiện nay, các nhóm làm việc thường được thành lập để giải quyết những vấn đề, những dự án trong thời gian ngắn. Sau khi hoàn thành nhiệm vụ, các nhóm này thường được giải tán, thành viên trở về với công việc thường ngày hoặc tham gia các nhóm làm việc khác, nơi mà khả năng chuyên môn của họ có giá trị hơn là tri thức thu được ở các lĩnh vực khác trong dự án. Điều quan trọng là, những tri thức đó lại không được lưu trữ lại, trở thành "tài sản cá nhân" của nhân viên. Khi nhân viên đó ra đi, tri thức của công ty cũng mất đi theo. Quản trị tri thức có thể giúp công ty giải quyết vấn đề này một cách hiệu quả, bởi vì trong đó có quá trình "nắm bắt" các tri thức ẩn – qua các quá trình trao đổi trực tiếp và việc lưu trữ tri thức ẩn dưới dạng hiện.
Ngoài ra, trong thời đại kinh tế cạnh tranh khốc liệt hiện nay, đòi hỏi về kĩ năng và khả năng ra quyết định của nhân viên ngày càng cao hơn. Ngày nay, thời gian chính là yếu tố cạnh tranh quyết định giữa mọi công ty. Bạn có thể phải đối mặt với những thay đổi, những sáng tạo bất ngờ từ phía đối thủ, sự chuyển dịch mạnh mẽ của thị trường không ổn định. Công ty của bạn rất có thể sẽ không bắt kịp được những bước tiến của môi trường bên ngoài. Vì vậy, việc phản ứng và ra quyết định trước một tình huống của nhân viên cần phải không những chính xác mà còn phải càng nhanh càng tốt. Điều này đòi hỏi trình độ tri thức của nhân viên phải cao hơn và thông tin phải được cung cấp nhanh chóng, chính xác hơn. Nếu quản trị tri thức tốt, bạn hoàn toàn có thể giải quyết được những vấn đề này.

### Xuất phát từ nhu cầu kinh tế
Lý thuyết kinh tế cũ cho rằng mọi tài sản đều dễ bị giảm giá trị khi thu hồi, nhưng điều này không đúng với tri thức. Những quy luật chi phối tri thức thì khác hẳn những quy luật chi phối thế giới vật chất. Ví dụ:
- Cùng một cái máy tính, khi người A đang sử dụng, những người khác không sử dụng được nữa.
- Sau khi người A sử dụng và chuyển giao cho người khác, chất lượng máy tính coi như bị hao mòn và giảm giá trị.

Nhưng với tri thức, khi một người đang dùng, những người khác cũng có thể sử dụng được. Và tri thức càng sử dụng nhiều thì càng tăng giá trị. Các nhà kinh tế học gọi đó là quy luật tăng lợi nhuận: càng sử dụng, càng cung cấp nhiều giá trị - từ đó tạo ra một chu trình tự tăng cường. Tri thức là biến số duy nhất lý giải nguyên nhân có một khoảng cách ngày càng lớn giữa giá trị thị trường và cơ sở tài sản của một công ty thành đạt. Không như các tài nguyên có giới hạn như đất, vốn, và nhân công, tài sản tri thức và trí tuệ là những nguồn tài khuyên không giới hạn có thể sinh ra nhiều lợi nhuận qua hệ thống sử dụng và ứng dụng chúng. Tri thức rộng giúp bạn có cái nhìn đa chiều về cùng một hiện tượng, một biến đổi bất thường trên thị trường. Từ đó vừa có khả năng chống đỡ, vừa có lợi thế cạnh tranh so với đối thủ. Muốn có được điều này, các doanh nghiệp bắt buộc phải không ngừng sáng tạo, sáng tạo không ngừng nghỉ để bắt kịp với xu thế chung của thời đại. Cứ như thế tri thức ngày càng gia tăng.
Quản trị tri thức mang đến cơ hội duy nhất biến tri thức thành hệ thống giúp công ty của bạn tạo ra lợi thế về thời gian giữ cho sự cạnh tranh được liên tục, tạo ra giá trị kinh tế và giá trị thị trường không thể chối cãi được.

### Công nghệ và nhu cầu về một hệ thống quản trị tri thức
Sự phát triển mạnh mẽ của công nghệ thông tin đã thay đổi hoàn toàn công việc. Hiện nay chúng ta có thể thu thập và lưu trữ một khối lượng lớn thông tin dễ dàng, truyền tải chúng một cách nhanh chóng. Các công việc được hoàn thành dựa vào công nghệ, đặc biệt là máy tính, ngày càng nhiều. Sự quan trọng của công nghệ là không thể phủ nhận. Nhưng, công nghệ không tạo ra yếu tố cạnh tranh cho công ty của bạn. Bạn vừa sở hữu một công nghệ hoàn toàn mới, giúp công ty bạn vượt lên trên đối thủ của mình. Nhưng, thời gian sau đó, khi mà đối thủ tạo ra công cụ tương tự, hoặc cũng mua công nghệ đó, thì yếu tố cạnh tranh của bạn sẽ bị mất đi. Trong thời đại công nghệ hiện nay thời gian cho một cuộc chạy đua công nghệ như vậy ngày càng ngắn dần, do vậy, chúng ta không thể coi công nghệ như yếu tố cạnh tranh lâu dài.
Trong khi đó, công nghệ với hai lợi ích chính là lưu trữ và truyền tải thông tin lại cho phép ta xây dựng một hệ thống lưu trữ và phân phối thông tin hiệu quả. Công nghệ trở thành một nhân tố giúp lưu trữ, phân phối và trao đổi tri thức hữu hiệu. Bằng cách kết hợp công nghệ với quản trị tri thức một cách hiệu quả, công ty có thể tạo ra các yếu tố cạnh tranh mới, nâng cao khả năng cạnh tranh lâu dài của mình.
Bên cạnh đó, nhờ có công nghệ phát triển mà các công việc, các quy trình được hoàn thành nhanh chóng và hiệu quả hơn. Vòng đời của sản phẩm, từ lúc được nghiên cứu, sản xuất, tới khi bán ra và các dịch vụ hậu mãi cũng do đó ngắn lại. Các sản phẩm cũng liên tục được nâng cấp và cải tiến, thị trường liên tục thay đổi. Do vậy, thời gian cho ra sản phẩm trở thành một yếu tố sống còn đối với công ty, các quyết định ngày càng phải được đưa ra nhanh chóng và chính xác hơn. Vậy yếu tố nào khiến cho công ty làm được điều này? Công nghệ có thể giúp chúng ta thu thập, lưu trữ, truyền tải thông tin một cách vô cùng hiệu quả, nhưng để biến thông tin thành tri thức, thành quyết định, thì lại cần đến con người và kiến thức, kinh nghiệm của họ.
Tri thức chứ không phải công nghệ trực tiếp giúp nhân viên sở hữu nó ra quyết định. Quản trị tri thức, với sự hỗ trợ của công nghệ, có thể giúp cho nhân viên của công ty làm việc hiệu quả hơn, tự mình đưa ra những quyết định sáng suốt hơn, giảm bớt sai lầm và thoả mãn yêu cầu của khách hàng đúng lúc nhất, v.v.

### Cơ cấu tổ chức và nhu cầu về một hệ thống quản trị tri thức
Cũng giống như công nghệ, cơ cấu tổ chức ngày nay thay đổi quá nhanh.Chính những thay đổi về cơ cấu tổ chức này đã đặt chúng ta vào tình thế không thể không có một hệ thống quản trị tri thức hữu hiệu.
Hãy thử tưởng tượng rằng, bạn đang phụ trách một dự án lớn và đột nhiên gặp phải một vấn đề nan giải. Sau một thời gian tìm kiểm giải pháp, một thành viên trong đội nhớ ra rằng trong một dự án trước kia, vấn đề tương tự cũng đã nảy sinh và được giải quyết khá hiệu quả. Bạn lục tìm chồng hồ sơ cao chất ngất cố gắng tìm ra một quy trình nào đó hay ít nhất là một gợi ý nhưng tất cả những gì mà bạn phát hiện ra là các thành viên của đội dự án đó đang làm việc ở khắp các chi nhánh của công ty trên toàn thế giới.
Ngày nay, các công ty làm việc theo định hướng dự án. Mỗi thành viên được nhặt ra từ các bộ phận chức năng khác nhau để tạo ra một đội duy nhất. Các đội sau khi hoàn thành xong dự án thường chuyển lên một dự án khác cao hơn hoặc phân tán sang các dự án khác. Các tri thức, kinh nghiệm, kỹ năng thu được trong suốt quá trình phát triển sản phẩm, dịch vụ lại không được chuyển đến các đội dự án phụ trách việc phát triển các phiên bản sau trong quá trình tiến hoá dịch vụ sản phẩm đó. Ngoài ra với cơ cấu tổ chức làm việc theo đội và dự án, các kỹ năng được phát triển trong quá trình hợp tác thưòng sẽ bị mất đi khi đội đó tan rã và các tri thức quy trình mà đội thu được sẽ không có điều kiện để sử dụng lại trong tương lai. Một hệ thống quản tri tri thức trong trường hợp này sẽ giúp công ty bạn nắm bắt được các tri thức dự án, cho phép bạn sử dụng lại nó trong tương lai.
Toàn cầu hoá tạo ra một sân chơi phẳng, cạnh tranh hơn bao giờ hết. 20 năm trước cả bạn và tôi không ai có thể nghĩ Ấn Độ lại có thể trở thành sân sau của Mĩ với hàng loạt các "call center" nằm rải rác khắp đất nước, cung cấp dịch vụ cho khách hàng trên toàn thế giới, đặc biệt là các khách hàng từ châu Âu và Mĩ. Ngày nay, Microsoft không nhất thiết phải động tay vào tất cả các giai đoạn tạo ra một phần mềm. Họ có thể chuyển phần việc gia công "ít chất xám" sang các nước khác với mức lương chỉ bằng ½ mức phải trả cho một lập trình viên tại Redmond. Cũng lúc đó, để sản xuất ra một chiếc máy tính xách tay, Dell có một tập hợp hơn 40 nhà cung cấp – là những công ty, xưởng, nhà máy trên toàn thế giới chuyên sản xuất linh kiện lắp ráp. Toàn cầu hoá những công thức bí truyền, chiến lược kinh doanh, các thiết kế... Đó là lý do vì sao chúng ta cần quản trị tri thức.
Bên cạnh toàn cầu hóa, cạnh tranh ngày càng khốc liệt hơn khi các nước đang dần dần dỡ bỏ các quy định, để thị trường tự điều chỉnh theo những quy luật vốn có của nó. Giả sử, bạn đang có lợi thế về giá so với đối thủ cạnh tranh bởi vì nhà cung cấp của bạn ở Hàn Quốc và chính phủ Hàn Quốc thì đã dỡ bỏ các hàng rào quy định khiến đầu vào của bạn rẻ hơn. Trong khi đó, tại Ấn Độ - nơi các hàng rào thuế quan vẫn còn tồn tại, đối thủ của bạn đang phảichật vật mua đầu vào với mức giá cao hơn. Đột nhiên, Ấn Độ quyết định dỡ bỏ tất cả các hàng rào thuế quan. Chuyển gì xảy ra tiếp? Cả bạn và đối thủ cạnh tranh giờ đều xuất phát từ cùng một điểm. Bạn mất đi mất lơi thế cạnh tranh. Thứ duy nhất bạn có thể làm là cắt giảm chi phí. Bạn bắt đầu loay hoay với việc cắt giảm biên chế, xa thải chỗ này một ít, đuổi việc chỗ kia một chút. Bạn quên mất một điều rằng khi bạn đẩy một ai đó ra khỏi công ty bạn cũng đẩy luôn nguồn tri thức ẩn mà anh ta mang trong đầu. Trong khi đó đối thủ của bạn lại lựa chọn một phương thức tiếp cận khác, xây dựng một hệ thống quản trị tri thức và các kỹ năng để tránh sáng tạo lại những gì đã có, đạt được mục tiêu cắt giảm chi phí đồng thời cả lợi thế cạnh tranh dài hạn.
Trong môi trường cạnh tranh như vậy, bạn không thể nói "Tôi có sản phẩm tốt? Vậy thì tại sao tôi lại cần quan tâm đến marketing cơ chứ?". Để phát triển một sản phẩm, dịch vụ mới đòi hỏi sự kết hợp hoàn hảo của nhiều lĩnh vực khác nhau từ marketing, nghiên cứu, thiết kế, sản xuất đến tài chính....Khi có quá nhiều người từ các lĩnh vực chuyên môn khác nhau tham gia vào một dự án rất dễ gây ra sự hiểu lầm cũng như bất đồng ý kiến về lợi ích. Quản trị tri thức trả lời câu hỏi về tài sản tri thức, về quyền sở hữu, về niềm tin trước và sau khi công việc kết thúc